# بیلی باندز
بیلی باندز (انگلیسی: Billy Bonds؛ زادهٔ ۱۷ سپتامبر ۱۹۴۶) بازیکن فوتبال اهل بریتانیا است.
از باشگاه‌هایی که در آن بازی کرده‌است می‌توان به باشگاه فوتبال چارلتون اتلتیک و باشگاه فوتبال وستهام یونایتد اشاره کرد.